# ASOA Valence
ASOA was een Franse voetbalclub uit Valence. De club speelde 10 seizoenen in de Divison 2. De club werd opgericht in 1920 en ontbonden in 2005.

## Geschiedenis

### USJOA Valence
De club werd begin jaren 20 opgericht door Armeniërs die gevlucht waren van de genocide die de Turken in 1915 uitgevoerd hadden. Een aantal Armeniërs had zich in Valence gevestigd. De club heette USJOA Valence (Union sportive de la jeunesse d'origine arménienne) en ze speelden in het stade de la Palla. Het grasveld werd regelmatig gezegend door de diaken van de Armeens-Apostolische Kerk.
De club stond lange tijd in de schaduw van buur FC Valence. In de jaren tachtig speelde de club nog steeds in de lagere regionale reeksen, maar begon dan aan een snelle opbouw en in 1986 promoveerde de club naar de derde klasse, waar ook FC Valence speelde. Na een aantal seizoenen derde klasse werd de club kampioen in 1992. Al enkele jaren kwam een fusie met FC Valence in beeld en door de promotie naar de tweede klasse kwam die er uiteindelijk.

### FC Valence
FC Valence werd in 1925 opgericht. Lange tijd speelde de club in de Division Honneur Lyonnais. In 1974 promoveerde FCV naar de en degradeerde na twee seizoenen. In 1981 promoveerde de club opnieuw. Na drie seizoenen promoveerde de club naar de tweede klasse na een tweede plaats. De kampioen dat jaar was het B-elftal van OGC Nice en omdat reserveteams niet toegelaten zijn in de tweede klasse promoveerde Valence. Het verblijf in de Division 2 was een complete ramp en de club beëindigde het seizoen als rode lantaarn met slechts 11 punten en 18 punten achterstand op de voorlaatste AEPB La Roche-sur-Yon. De volgende jaren vertoefde de club in de derde klasse, maar kreeg nu de concurrentie van stadsrivaal USJOA. Nadat deze laatste kampioen werd in 1992 en FC slechts dertiende fusioneerden de clubs.

### ASOA Valence
In 1992 fusioneerden FC Valence en USJOA Valence. De nieuwe naam werd ASOA Valence (Association Sportive d'Origine Arménienne) en de clubkleuren van FC Valence werden aangenomen. De club verhuisde naar het Stade Georges Pompidou.
In het eerste seizoen eindigde de club op een gedeelde vierde plaats met AS Nancy. De volgende seizoenen eindigde de club in de middenmoot. In 1999 werd de club achttiende en zou normaal gezien degraderen. Uit de Championnat National promoveerde onder andere Gazélec FCO Ajaccio, maar omdat de Franse voetbalbond een wet heeft dat er geen twee profclubs mogen komen uit een stad die minder dan 100.000 inwoners heeft en AC Ajaccio reeds in de Division 2 speelde mocht Gazélec niet promoveren en werd Valence gered. Het was echter uitstel van executie want het volgende seizoen degradeerde de club.
Na twee seizoenen promoveerde de club terug en werd dertiende in 2003. Het volgende seizoen degradeerde de club opnieuw. Het volgende seizoen werd de club vicekampioen in de derde klasse, maar mocht niet promoveren omwille van financiële problemen. Hierdoor werd Clermont Foot Auvergne gered in de Division 2.
Op 3 augustus 2005, net voor de start van het nieuwe seizoen ging de club failliet en verdween.

## Bekende (ex-)spelers
- Anthony Bartholome
- Fouad Chafik
- Steeve Elana
- Willem Letemahulu
- Denis Zanko